# بيتر فرانك (قاضي)
بيتر فرانك (بالألمانية: Peter Frank)‏ هو قاضي ألماني، ولد في 5 مايو 1968 في Lauda ‏ في ألمانيا.

## روابط خارجية
- بيتر فرانك على موقع مونزينجر (الألمانية)